# Militärrat (Rote Armee)
Der Militärrat (auch: Kriegsrat; russisch Военный Совет Wojenny Sowet) bezeichnet ein kollegiales militärisches Führungsorgan der  Roten Armee zur Beratung und in einigen Fällen auch zur Entscheidung prinzipieller Fragen des militärischen Aufbaus, der Organisation der Kampfhandlungen, der Truppenführung, der Ausbildung, der Sicherstellung der Truppen und ihrer Vorbereitung durch Empfehlungen, die sich in Befehlen und Direktiven der Oberkommandierenden (Oberbefehlshaber) niederschlagen.
Ständige Militärräte (Kriegsräte) mit beratendem Charakter gibt es bei den höchsten militärischen Kommandoeinrichtungen fast aller Staaten. In den sowjetischen Streitkräften bestanden Militärräte in den Teilstreitkräften, den Militärbezirken, den Gruppen der Streitkräfte, den Luftverteidigungsbezirken, den Flotten, den Armeen, den Flottillen, den Grenztruppen und den Inneren Truppen.
Die Militärräte hatten die ständige Gefechts- und Mobilmachungsbereitschaft der Truppen, ein hohes Niveau der moralischen und Gefechtsausbildung, eine straffe militärische Disziplin sowie die Festigung der Einzelleitung und des politisch-moralischen Zustandes der Armeeangehörigen zu sichern. Seit April 1958 bestand ein Militärrat aus dem Oberkommandierenden (Oberbefehlshaber, Befehlshaber, Chef) als Vorsitzendem und folgenden Mitgliedern: 
- dem Chef der politischen Verwaltung (Leiter der Politabteilung)
- dem Sekretär des Zentralkomitees der Kommunistischen Partei der Unions- bzw. autonomen Republik oder  dem Sekretär des Gebietskomitees (Regionkomitees) der Partei
- dem 1. Stellvertreter des Oberkommandierenden (Oberbefehlshabers, Befehlshabers, Chefs)
- dem Chef des Stabes
- u. a.

Die Zusammensetzung eines Militärrats wurde auf Vorschlag des Ministeriums für Verteidigung der UdSSR und der Politischen Hauptverwaltung (ab 1946) der Sowjetarmee und Seekriegsflotte vom Zentralkomitee (ZK) der KPdSU bestätigt.